# Goyás (Lalín)
Goyás (oficialmente San Miguel de Goiás) es una parroquia española del municipio de Lalín, perteneciente a la provincia de Pontevedra, en la comunidad autónoma de Galicia.

## Historia
Hacia mediados del siglo XIX, el lugar, ya por entonces perteneciente a Lalín, tenía contabilizada una población de 580 habitantes. Aparece descrito en el octavo volumen del Diccionario geográfico-estadístico-histórico de España y sus posesiones de Ultramar de Pascual Madoz con las siguientes palabras:

GOYAS (San Miguel): felig. en la prov. de Pontevedra (10 leguas), part. jud. y ayunt. de Lalin, dióc. de Lugo (10). sit. al NE. é inmediaciones de la cap. de part., con libre ventilacion y clima saludable. Tiene unas 100 casas distribuidas en las ald. de Beilás, Casares, Casasnovas, Cazome, Cotarelo, Delaparte, Iglesia, Palmar, Pareizo, Ponte, Porcallos, Reboira, Tojo y Veiga. La igl. parr. (San Miguel), de la que es aneja la de San Cristobal de Pena, está servida por un cura de segundo ascenso y patronato lego. Confina el térm. con las felig. de Lalin, Filgueira, Pena y Maceira. El terreno es quebrado, montuoso y mediana calidad. Brotan en varios puntos fuentes de buenas aguas, las cuales aprovechan los vecinos para su gasto doméstico y otros usos. Los caminos son locales y malos; el correo se recibe en Lalin. prod.: algun trigo, maiz, centeno, patatas, legumbres, leña y pastos: hay ganado vacuno, mular, de cerda, lanar y cabrio; y caza de varias clases. pobl.: 117 vec., 580 alm. contr. con su ayunt. (V.)
(Madoz, 1847, p. 271)

En 2022, tenía empadronados 583 habitantes.

## Patrimonio
Hay en la parroquia una iglesia de San Miguel.